# Tadeusz Jędrzejewski (architekt)
Tadeusz Jędrzejewski (ur. 1 lipca 1898 w Pskowie, zm. we wrześniu 1939 w Gdyni) – polski architekt, reprezentant funkcjonalizmu.
W latach 1928–1939 zaprojektował szereg kamienic i domów w przedwojennej Gdyni. Obiekty jego autorstwa cechowało łączenie form kubicznych z opływowymi oraz dążenie do spełnienia 5 postulatów Le Corbusiera. Po raz pierwszy zastosował w Gdyni wyraźne odniesienia okrętowe: uskokowo cofnięty narożnik wyższy o jedną kondygnację, sąsiadujący z cylindryczną formą nawiązującą do mostku kapitańskiego, podkreśloną metalowymi balustradami balkonów przypominających relingi i użyciem ciemnego tynku w taki sposób, by spowodować wrażenie unoszenia się budowli nad powierzchnią gruntu (Kamienica Stanisława Pręczkowskiego).

## Życiorys
Tadeusz Jędrzejewski po zdaniu matury w 1916 rozpoczął studia na Politechnice Pietrogrodzkiej (Petersburg) na wydziale inżyniersko-budowniczym, które był zmuszony przerwać na skutek wcielenia do armii rosyjskiej. Po ukończeniu konstantynowskiej szkoły artyleryjskiej, jako chorąży artylerii, wskutek zbiorowej degradacji i rozpędzenia oficerów, został zwolniony ze służby a następnie trafił do szpitala wojennego w Charkowie. W 1918 powrócił do Pskowa a stamtąd w celu zdobycia wykształcenia przeniósł się do Warszawy gdzie rozpoczął studia na Wydziale Architektury Politechniki Warszawskiej. W okresie studiów w Warszawie mieszkał w kamienicy przy ul. Hożej 39 m. 6. Dyplom inżyniera architekta uzyskał w 1928 w katedrze projektowania monumentalnego WAPW (temat pracy dyplomowej: Filharmonia Narodowa). Po uzyskaniu dyplomu w wieku 30 lat wyjechał do Gdyni aby wziąć udział w narodowym zrywie budowy miasta-portu. W pierwszych latach spędzonych w Gdyni mieszkał w kamienicy Peszkowskiego przy Skwerze Kościuszki 14, w okresie późniejszym w domu przy ul. Marszałka Focha 24. Jedną z pierwszych jego realizacji oraz pierwszą na terenie Gdyni była kamienica czynszowa przy Skwerze Kościuszki 10/12 zaprojektowana dla Stanisława Pręczkowskiego, inżyniera z Wejherowa w 1928 (realizowana trzema etapami do 1937).
W tym samym roku wspólnie z warszawskimi architektami: Włodzimierzem Prochaską i Stanisławem Garlińskim założył gdyńską firmę „Biuro Architektoniczne Włodzimierz Prochaska, Stanisław Garliński, Tadeusz Jędrzejewski - inżynierowie architekci” w którym tworzył aktywnie w latach 1928–1939. Jędrzejewski troszczył się o poprawę warunków pracy architekta na terenie szybko powstającej Gdyni, martwiła go niska świadomość kultury pracy architekta wśród miejscowych inwestorów oraz niska jakość pracy ekip budowlanych. Na przełomie lat 1928/1929 wspólnie z architektami działającymi na terenie Gdyni założył Gdyński Oddział Wybrzeże SARP, a następnie został jego prezesem do 1936 oraz po ustaleniu jednorocznych kadencji ponownie w 1937. Był także członkiem gdyńskiej komisji budowlanej (organ opiniodawczy). Poniósł śmierć w czasie działań wojennych we wrześniu 1939 w Gdyni.

## Zrealizowane budowle
- Kamienica Stanisława Pręczkowskiego (realizowana w latach 1928-1937) przy Skwerze Kościuszki 10/12 (Siedziba kina „Polonia”, a po wojnie „Goplana”)
- Kamienica mecenasa Leona Stankiewicza (1931), ul. Świętojańska 53, Gdynia (wraz z W. Prochaską)[1]
- Kamienica Franciszki Glasenappowej (1938), ul. Świętojańska 42
- Dom Opolanka w Gdyni (1939) ul. Piotra Skargi 9 (wraz z W. Prochaską)